# Laboulbenia curtipes
Laboulbenia curtipes är en svampart som tillhör divisionen sporsäcksvampar, och som beskrevs av Roland Thaxter. Laboulbenia curtipes ingår i släktet Laboulbenia, och familjen Laboulbeniaceae. Arten är reproducerande i Sverige.